# Octonoba taiwanica
Octonoba taiwanica es una especie de araña araneomorfa del género Octonoba, familia Uloboridae. Fue descrita científicamente por Yoshida en 1982.
Habita en Taiwán.